# Triangle isòsceles

Un triangle isòsceles

Un triangle és isòsceles quan té dos costats de la mateixa longitud.
Segons com sigui el més gran dels seus tres angles, els triangles isòsceles poden ser acutangles,  rectangles o obtusangles.
Si es pren com a base el costat diferent dels altres dos, aleshores l'altura el divideix en dos triangles rectangles. Si el triangle original, a més de ser isòsceles, és rectangle, aleshores els dos triangles que se n'obtenen són també isòsceles i rectangles.
Tots els triangles isòsceles rectangles són semblants, amb un angle recte, de noranta graus, i dos angles aguts de quaranta-cinc graus.
Els angles que forma el costat desigual amb els altres dos són iguals.